# Râul Manița
Râul Manița este un râu din România, afluent al râului Valea Albă.